# Adrianus Valerius
Adrianus Valerius, także Adriaen, Adriaan (ur. około 1570 prawdopodobnie w Middelburgu, zm. 27 stycznia 1625 w Veere) – holenderski poeta, muzyk, prawnik i historyk.

## Życiorys
Działał w mieście Veere, gdzie od około 1592 roku pełnił funkcję burmistrza, od 1598 roku był członkiem izby retoryków, a w 1606 roku został notariuszem. W 1626 roku opublikował zbiór Neder-landtsche gedenck-clanck, zawierający 76 pieśni o tematyce odnoszącej się do wojny hiszpańsko-niderlandzkiej. Do większości z tych pieśni Valerius sam ułożył słowa, melodie natomiast zaczerpnął z utworów angielskich, niemieckich, francuskich i włoskich. Melodie do pieśni zostały zapisane w tabulaturze francuskiej, z akompaniamentem na jedną lub kilka 7-strunowych lutni lub 4-strunową cytrę. Utwory ze zbioru Valeriusa stały się popularnymi holenderskimi pieśniami patriotycznymi.